# 黄世勇
黄世勇（1961年7月—），男，壮族，广西都安人，中华人民共和国政治人物。中央党校党员领导干部在职研究生班经济管理专业毕业，中央党校研究生学历，高级经济师。

## 生平
1979年9月，在广西供销学校河池分校物价专业学习。1981年7月毕业后参加工作，历任广西都安瑶族自治县土产公司物价员、业务副组长，县供销社副股长、股长、领导班子成员，兼都安瑶族自治县澄江乡供销社副主任等职。1988年1月加入中国共产党。1991年3月起，历任广西价格研究所干部，自治区物价局综合处副主任科员、主任科员等职。1994年4月起，历任广西建设投资开发公司职员、综合计划部副经理，广西开发投资有限责任公司法规部副经理、副主任，综合部副经理、经理等职。2000年9月，任广西壮族自治区发展计划委员会国民经济综合处副处长。2002年7月，任广西壮族自治区财政厅经济建设处处长、办公室主任。2005年4月，任广西壮族自治区财政厅副厅长、党组成员。2009年4月，任中共广西壮族自治区党委副秘书长、办公厅副主任。2011年12月，转任中共河池市委书记，次年3月兼任市人大常委会主任。2015年11月，升任广西壮族自治区人民政府党组成员，次月当选自治区人民政府副主席。2016年11月，任中共广西壮族自治区党委常委、政法委书记。2017年7月，不再担任广西自治区副主席。2018年2月24日，当选为第十三届全国人大代表。2020年，再任自治区政府副主席、党组成员。2021年11月，不再担任中共广西壮族自治区党委常委。
2022年1月，当选为广西壮族自治区政协副主席。